# Biserica de lemn din Coruia

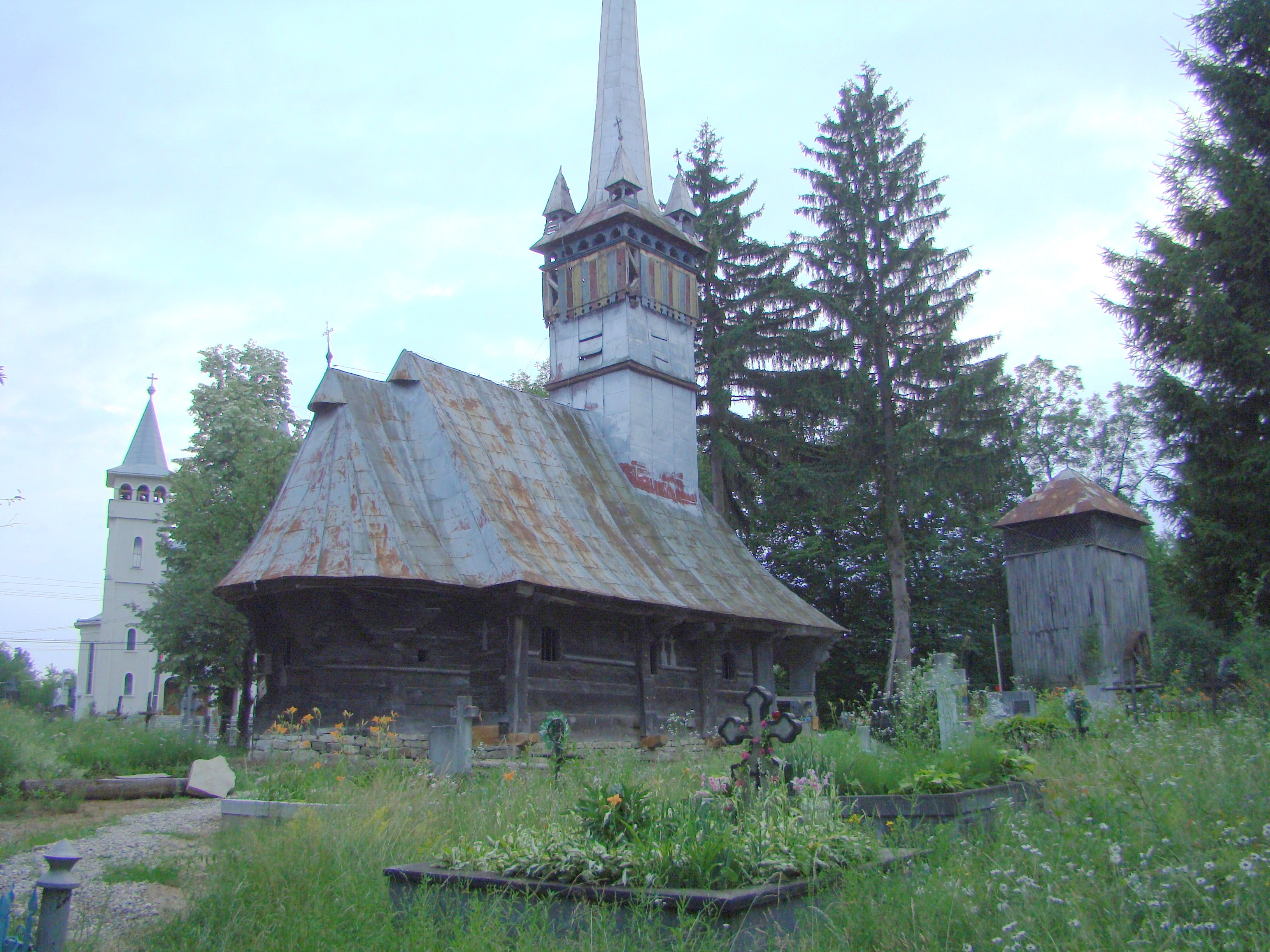
Biserica de lemn din Coruia, comuna Săcălășeni, județul Maramureș, foto: iunie 2009.

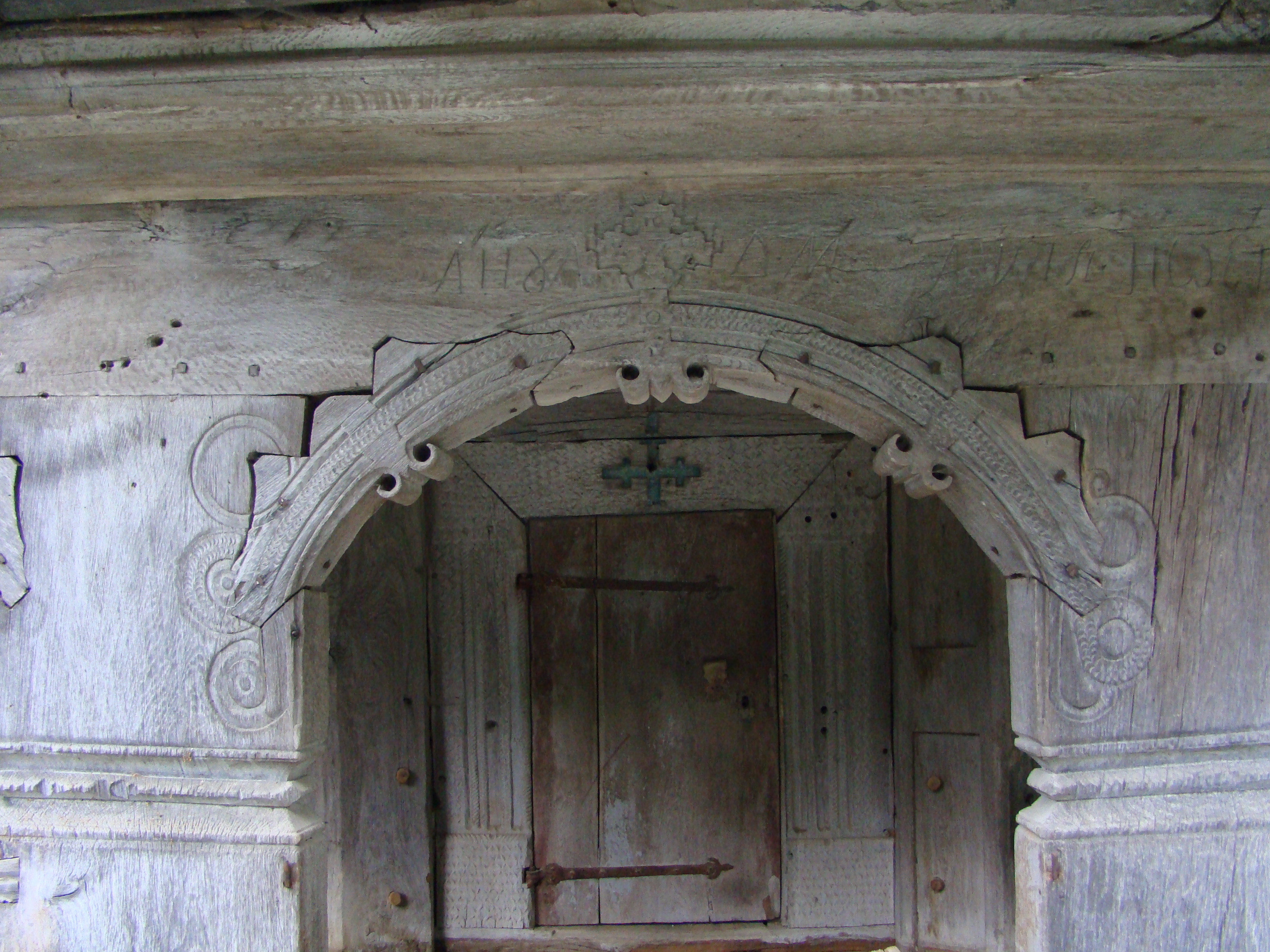
Detaliu pridvor

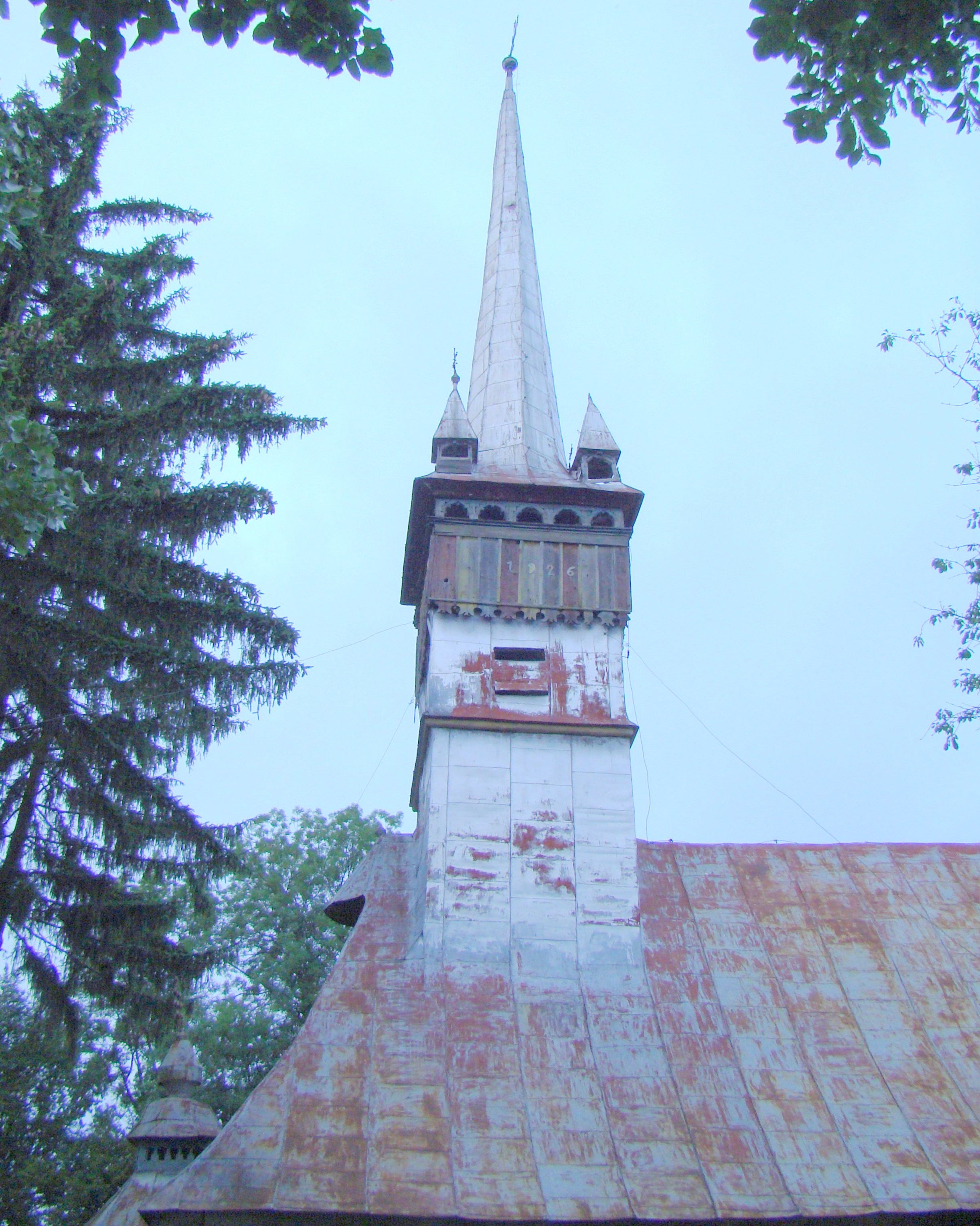
Turnul cu coif ascuțit încadrat de patru turnulețe

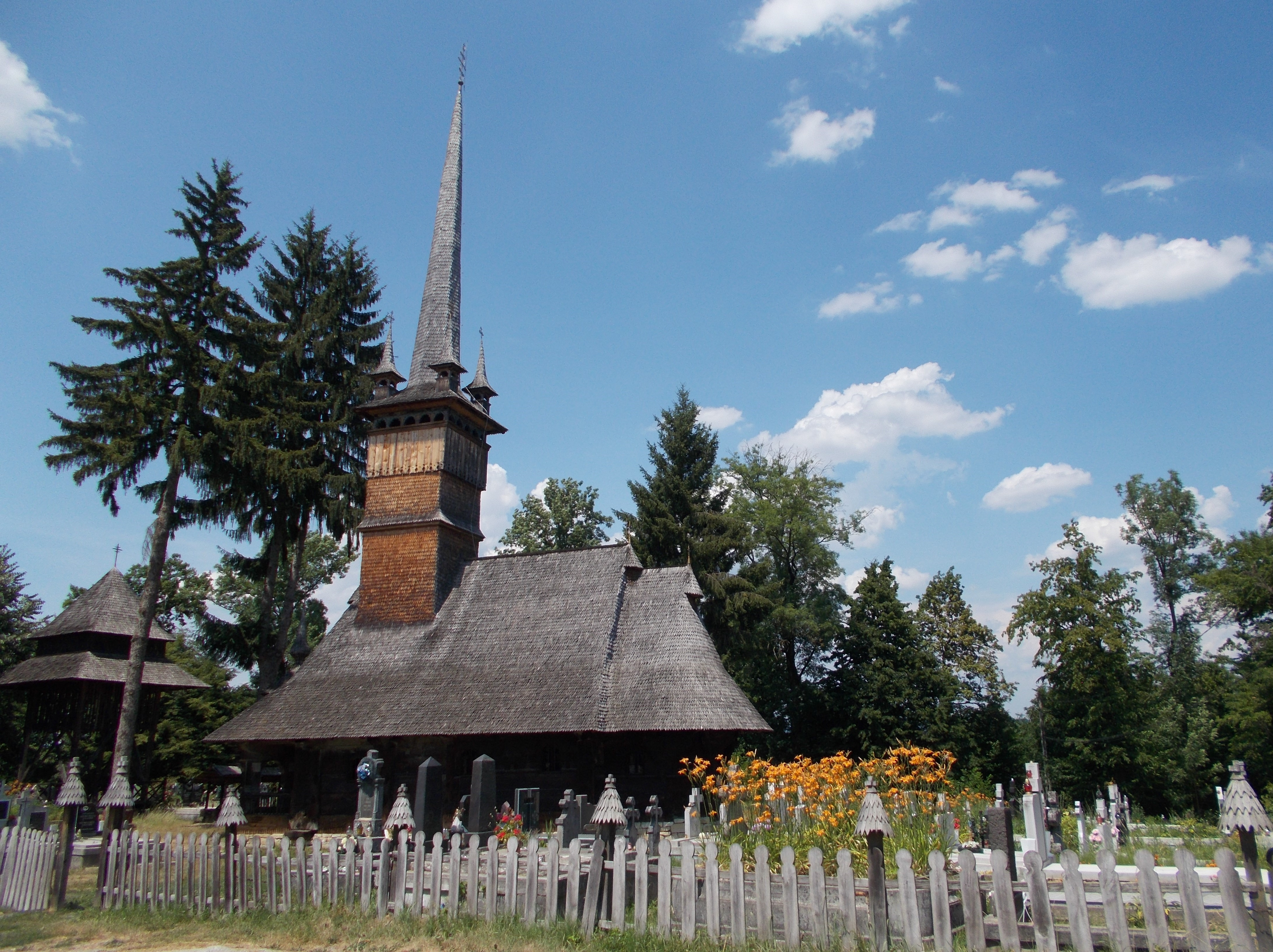
Biserica de lemn din Coruia, iunie 2022

Biserica de lemn din Coruia, comuna Săcălășeni, județul Maramureș datează din anul 1794 . Lăcașul are hramul „Sfânta Ana” și figurează pe lista monumentelor istorice, cod LMI MM-II-a-A-04553.

## Istoric și trăsături
Biserica „Sfânta Ana” din Coruia a fost adusă în centrul acestui sat, în 1794, de pe un deal învecinat numit Pindar. În sprijinul acestei ipoteze stau și semnele crestate pe bârne de către meșterii lemnari, semne menite a ajuta la reconstruirea clădirii. Deasupra intrării este gravată data mutării sale și numele meșterului: „Anul D[o]m[nului] 1794, noe[m]vrie 28, s[-]au rădicat. Farcaș Ianoș țămărman”. O altă inscripție se află pe grinda corului: „La anul 1794 sau făcut biserica aceasta prin Farcaș”.
Pe o cruce de pe latura de sud se poate citi în chirilice: „Ac[i]astă cruce este a lui Lupșe Nuță. Anul 1835 în luna lui [ia]nuarie 25.”
Biserica impresionează prin mărimea sa, prin turnul foarte înalt și ornamentele migălos sculptate. Se compune dintr-un pridvor vestic, tindă, naos și un altar poligonal decroșat. Turnul este încadrat de patru turnulețe la baza coifului; este unica biserică din Chioar ce prezintă această particularitate. A fost acoperită cu tablă între 1922-1929, iar în prezent se fac lucrări de consolidare.
Pridvorul este alcătuit din patru stâlpi masivi, lățimea lor atingând 80 de cm, stâlpi ornamentați cu motive incizate și uniți prin arcade cioplite artistic. Ancadramentul intrării e decorat cu motive în zigzag și benzi în torsadă, iar pereții clădirii cu brâul în funie răsucită.
La începutul secolului 20, ca mai în tot Lăpușul, Chioarul și Maramureșul, distincția socială de odinioară se păstra încă în biserică, deși fusese desființată la 1850.

## Imagini

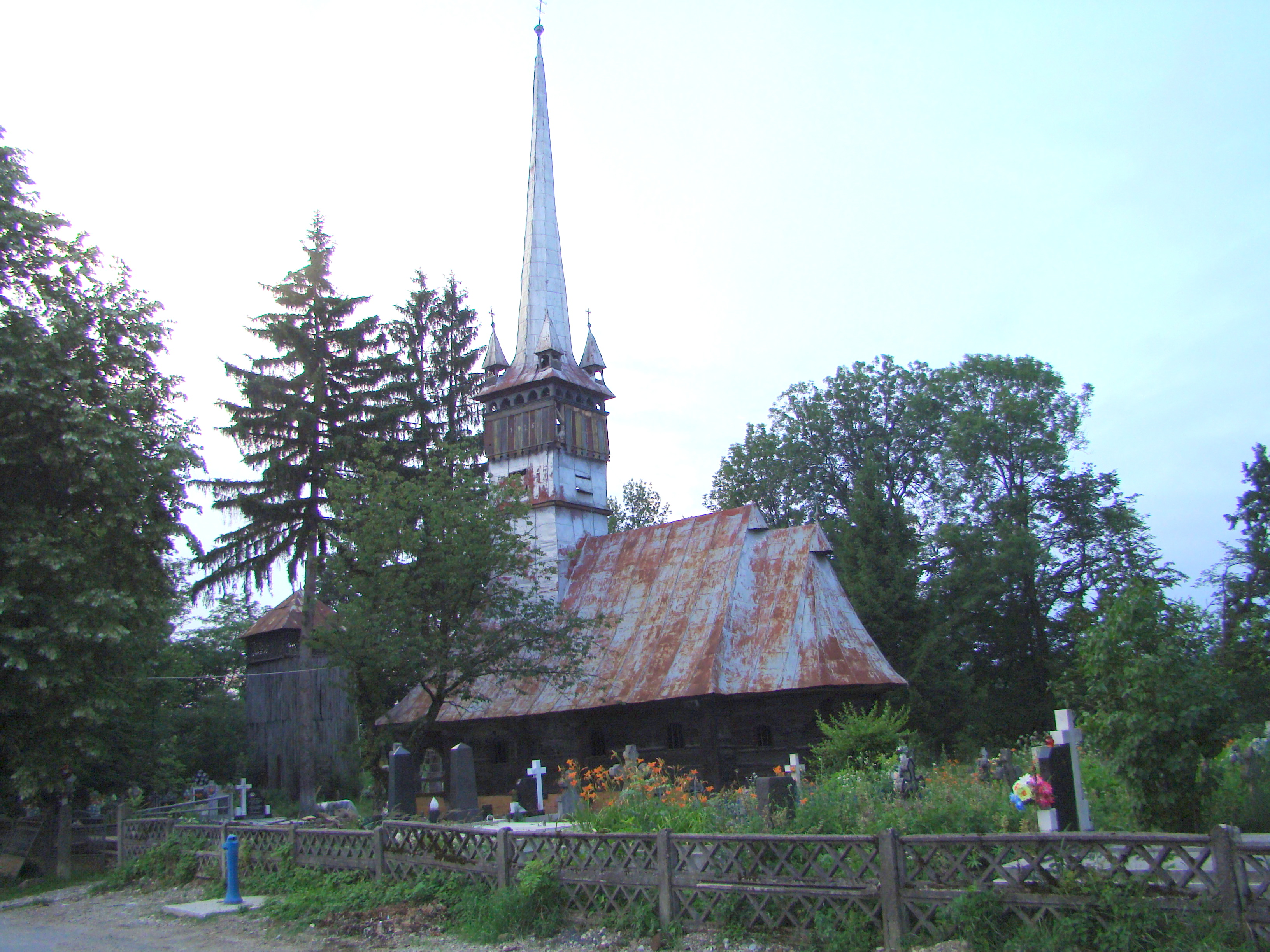
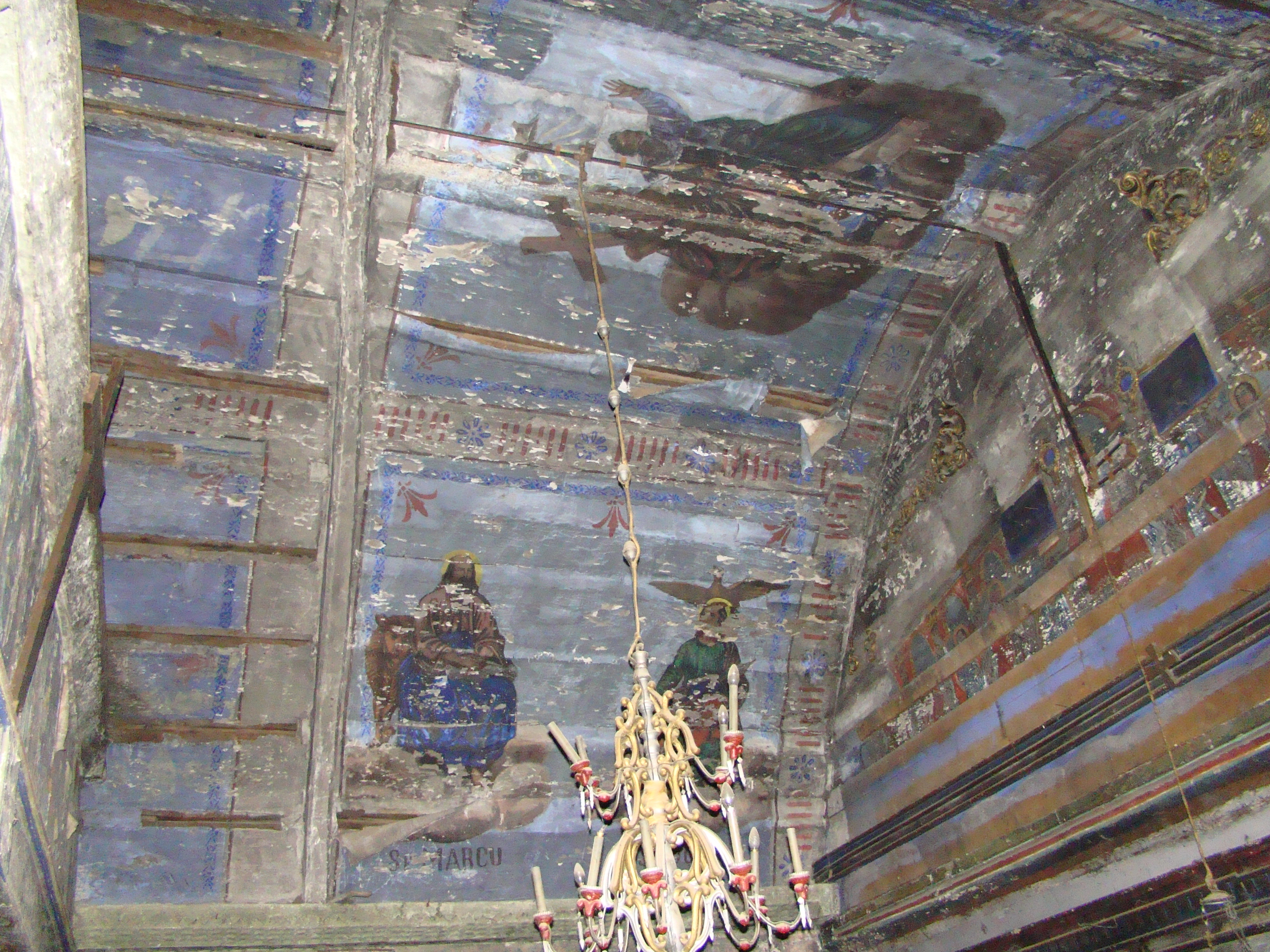
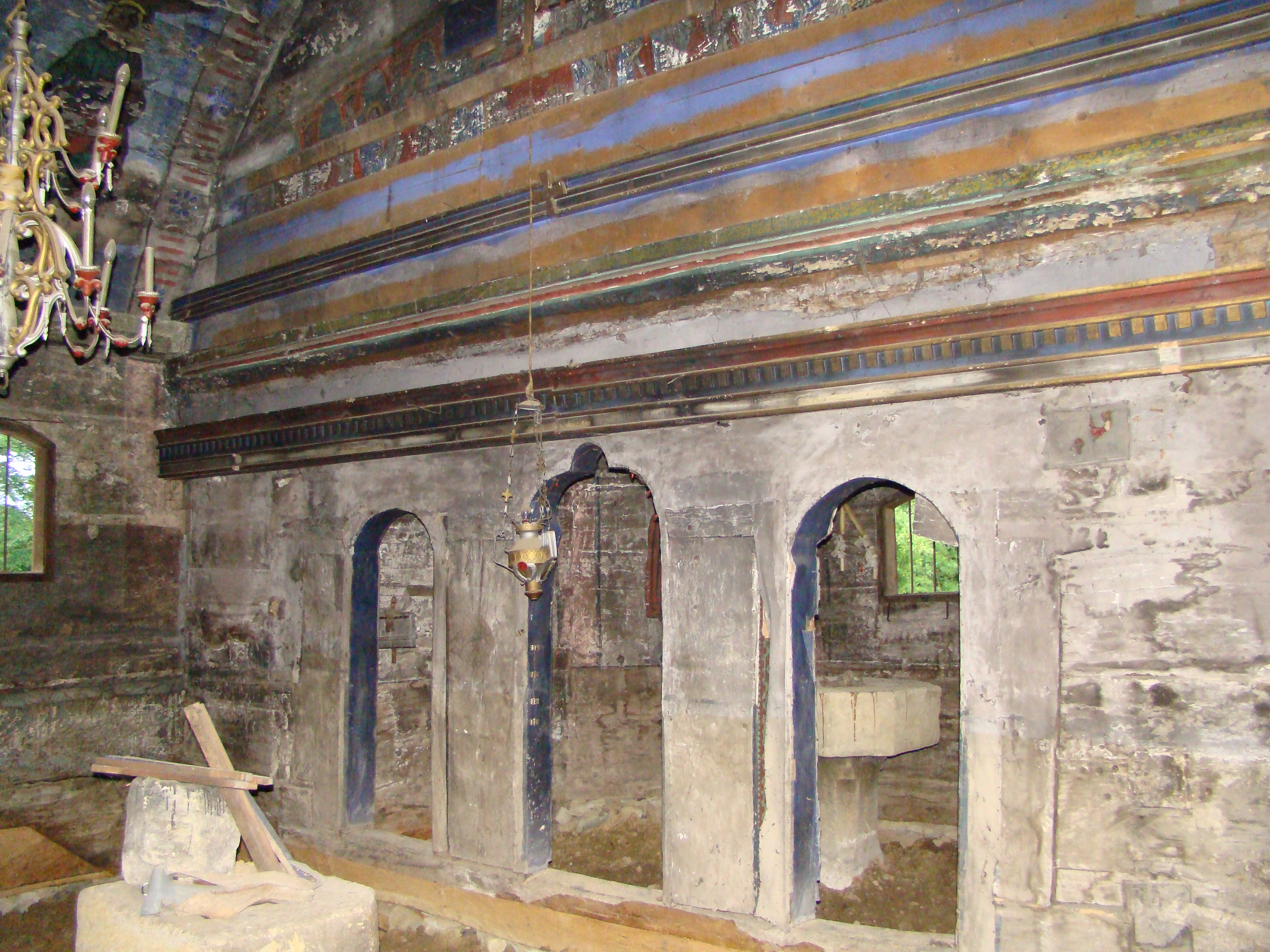
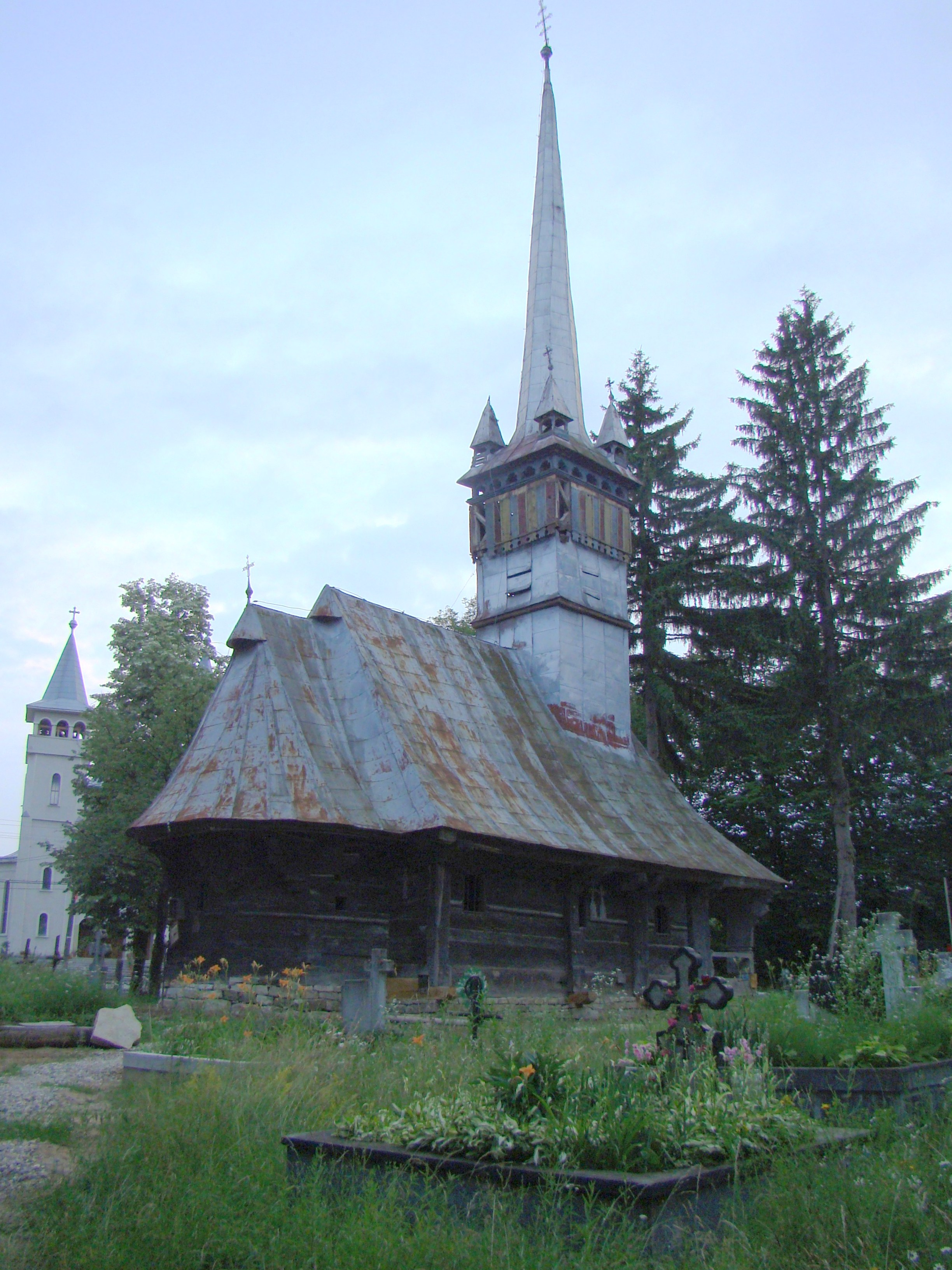
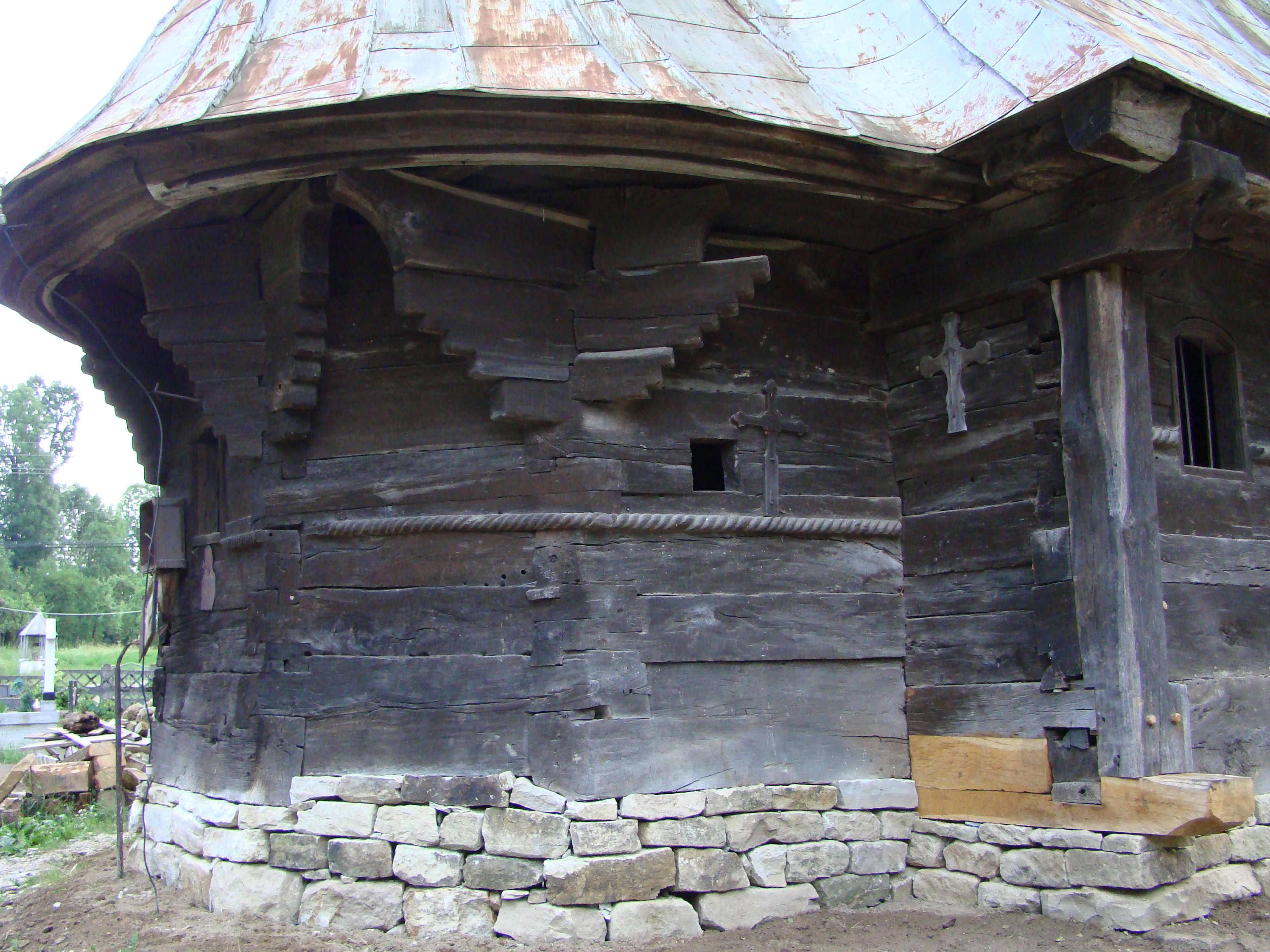
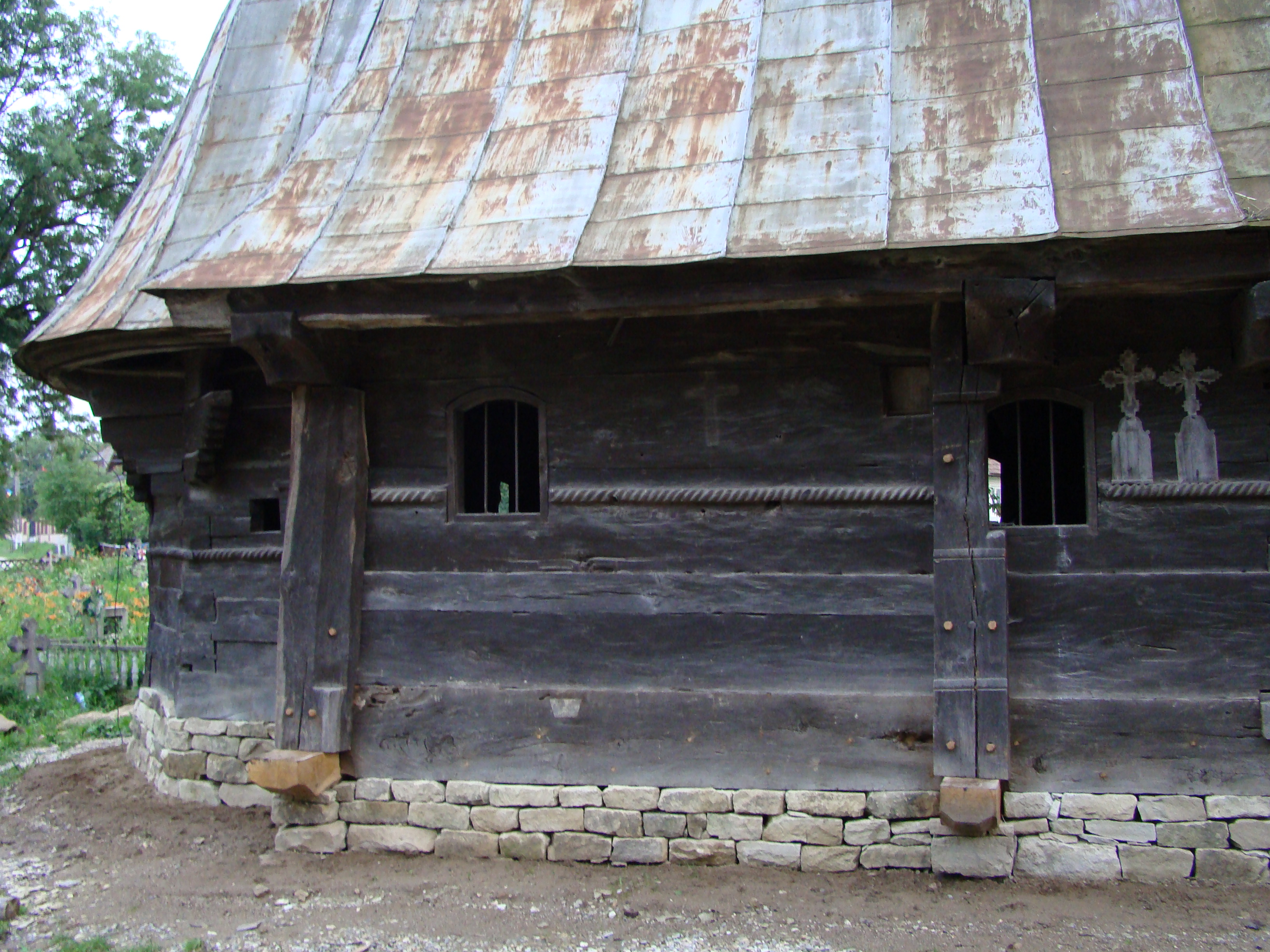
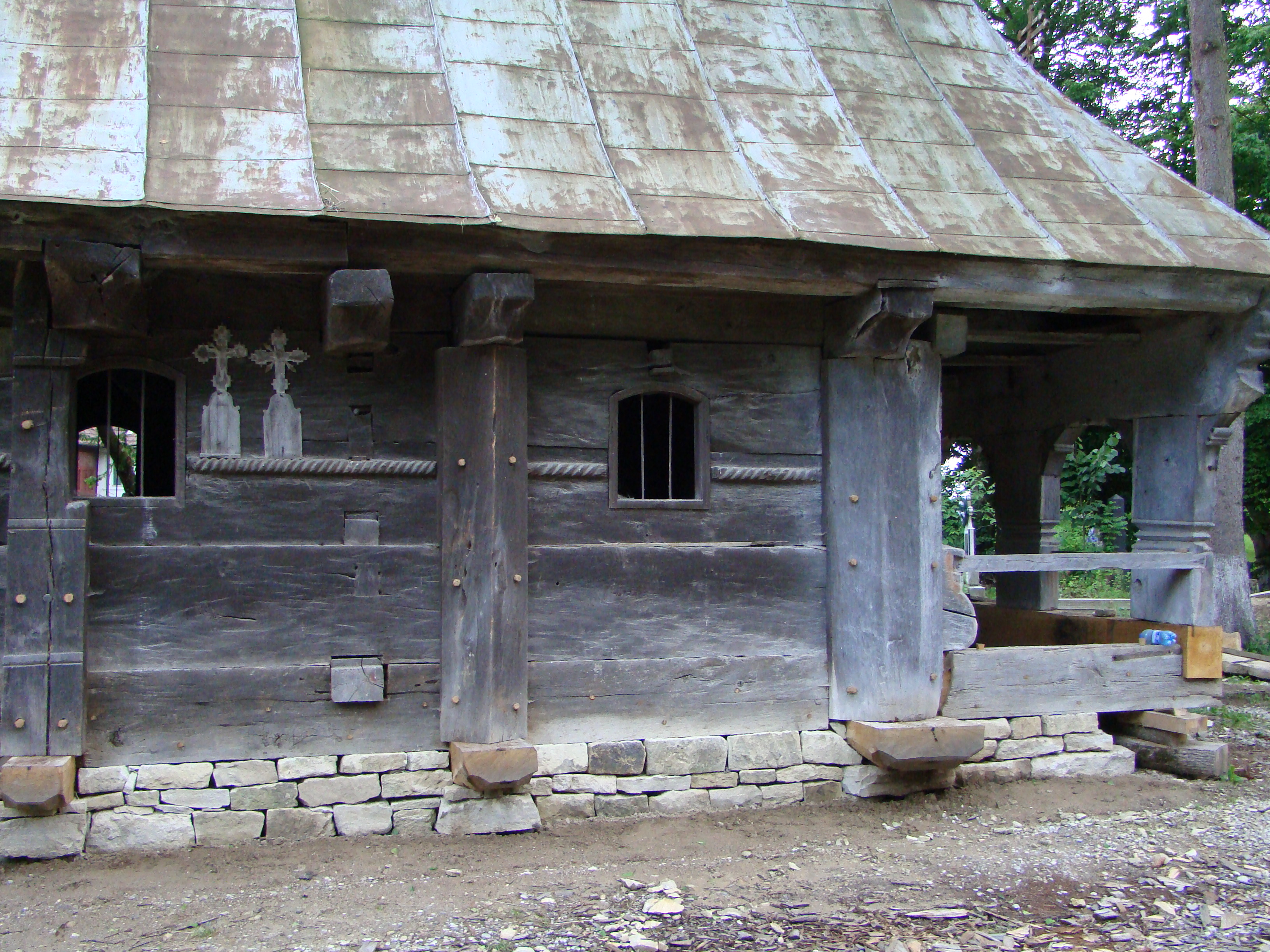
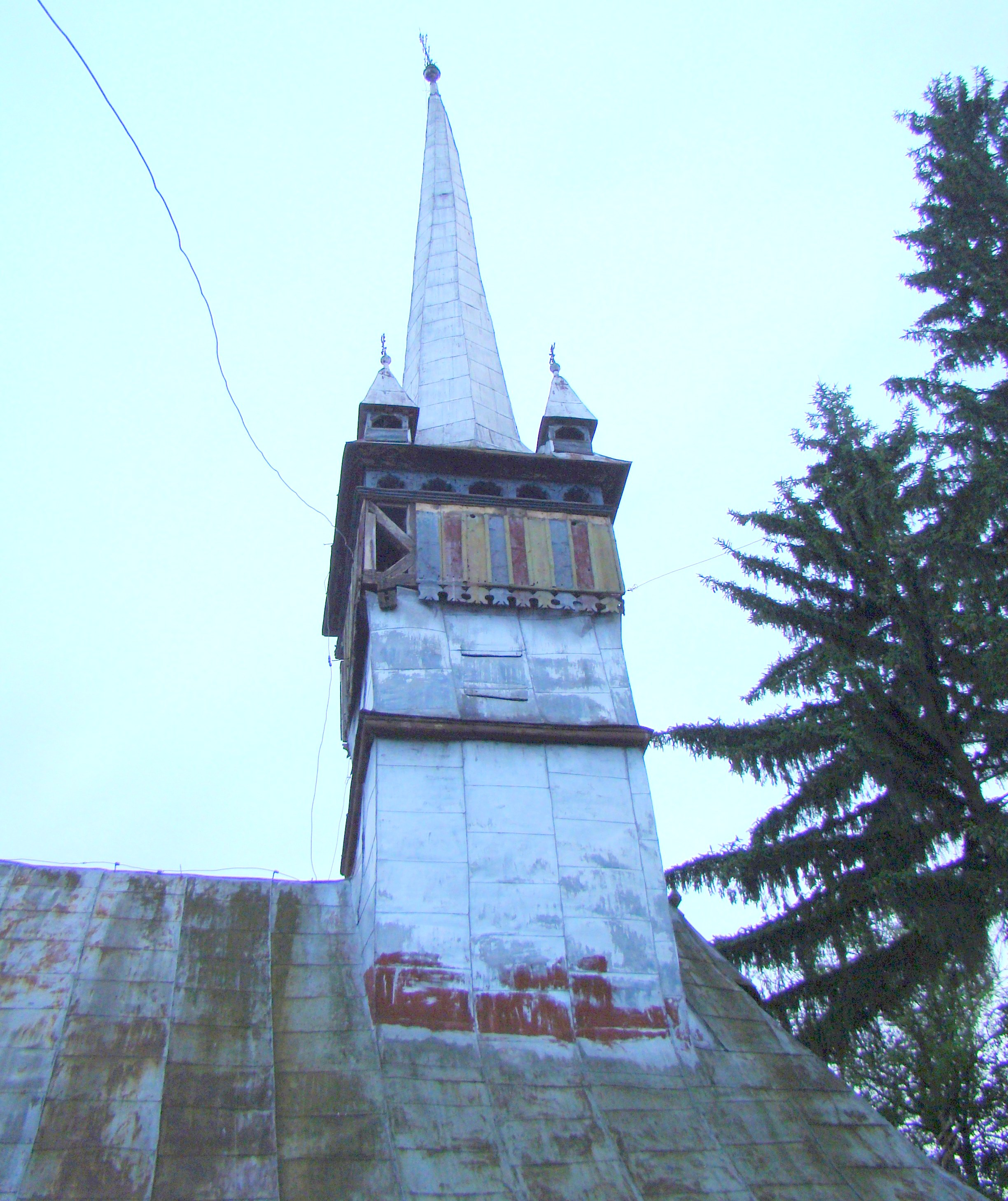
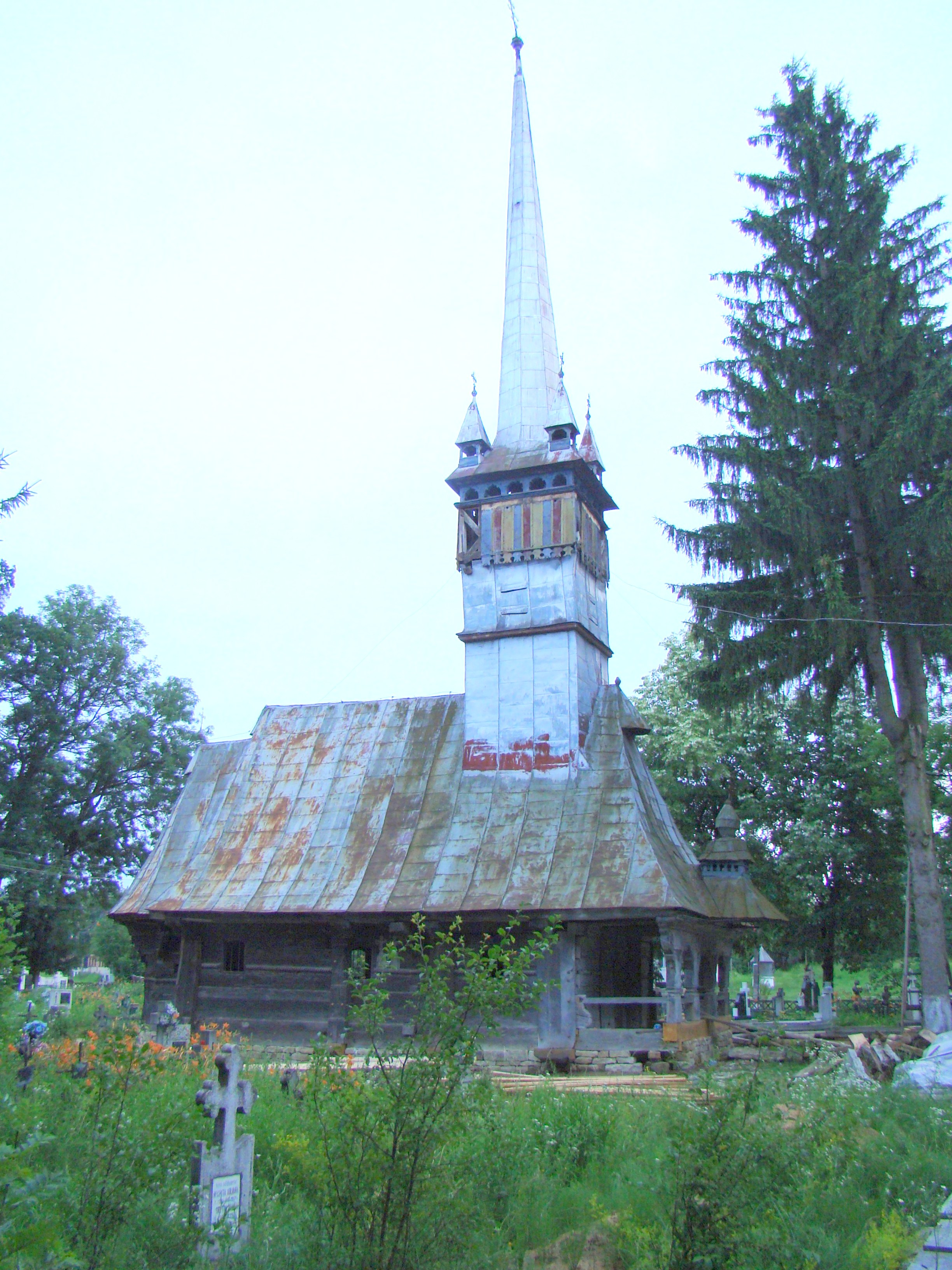
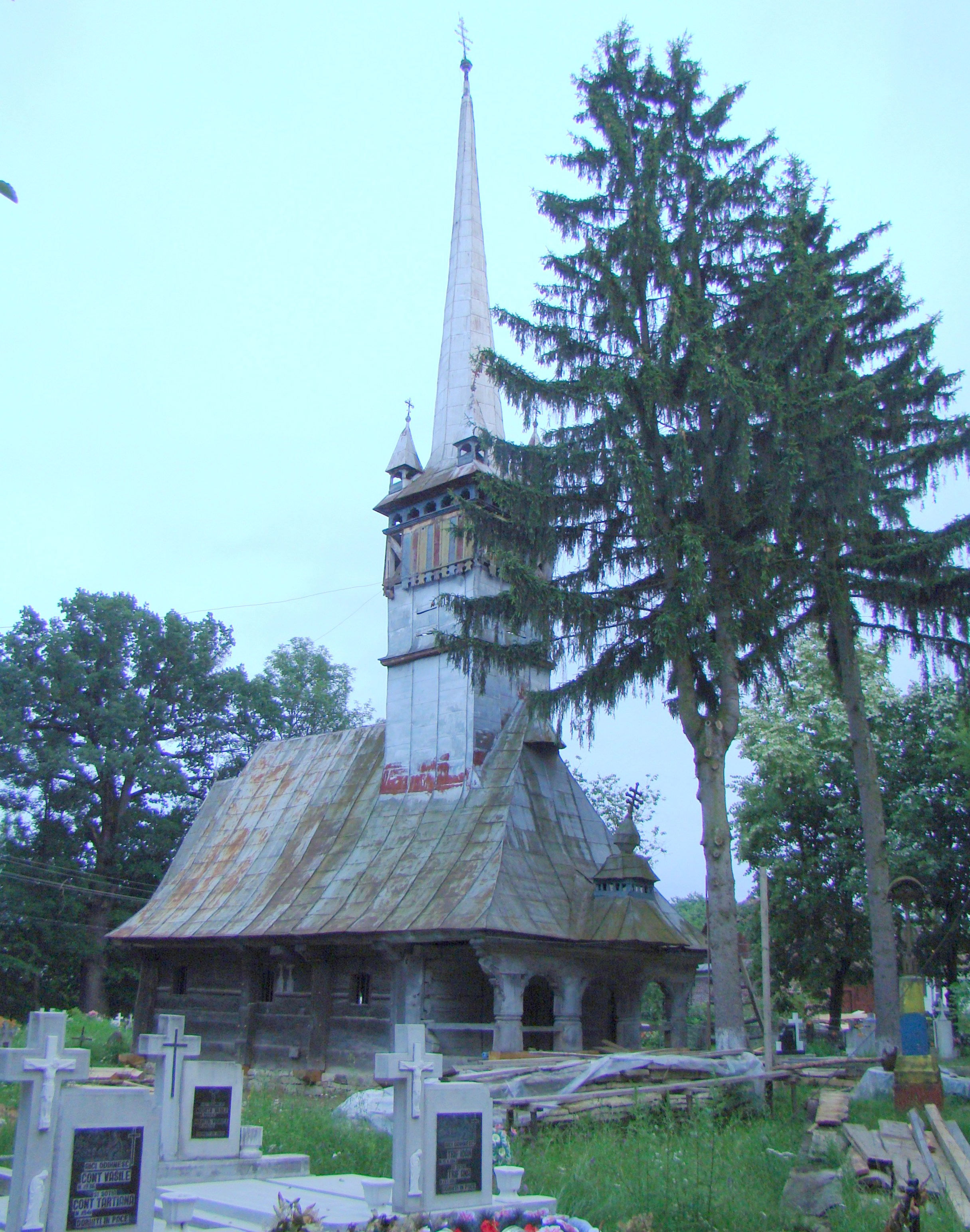
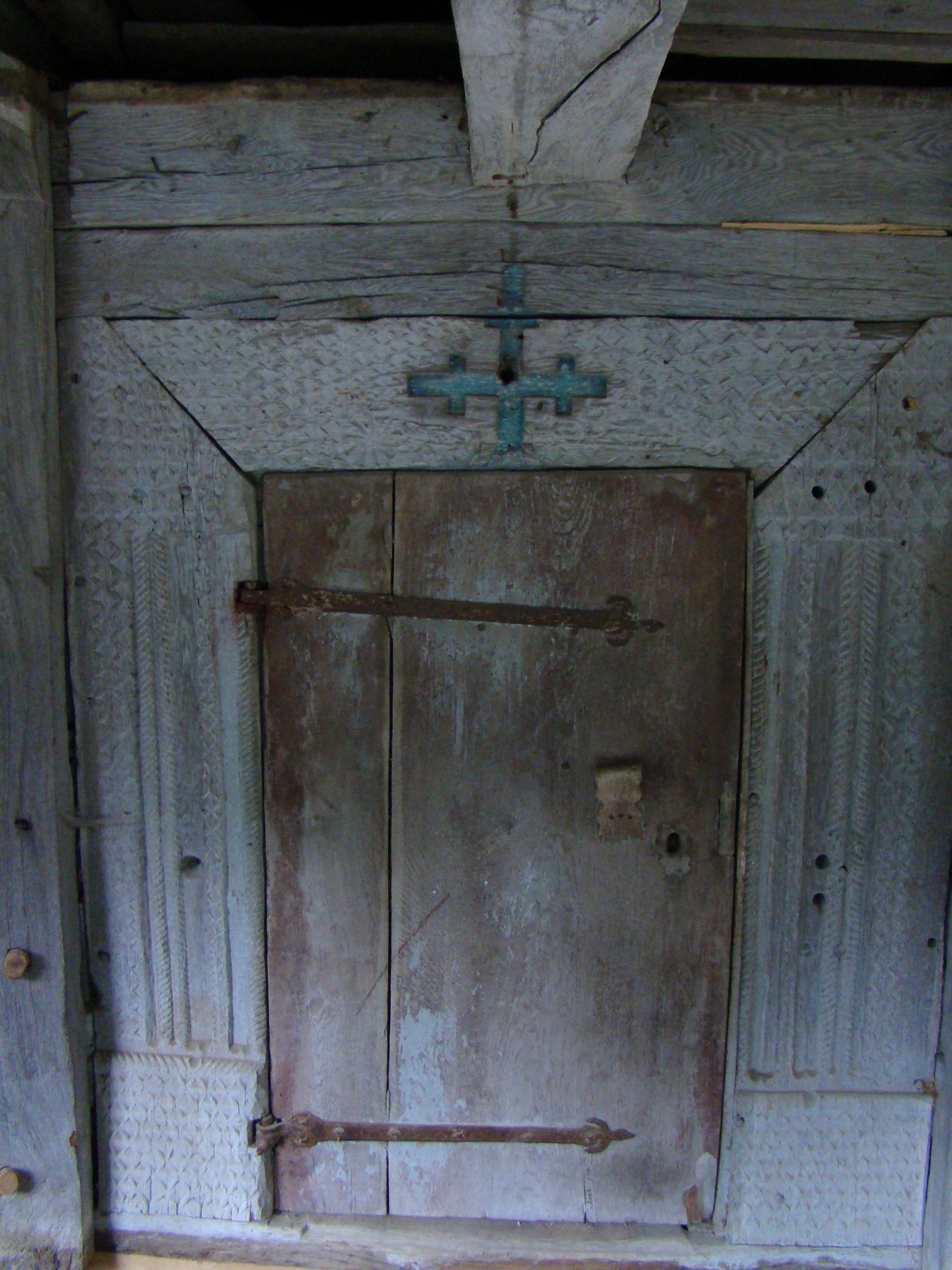
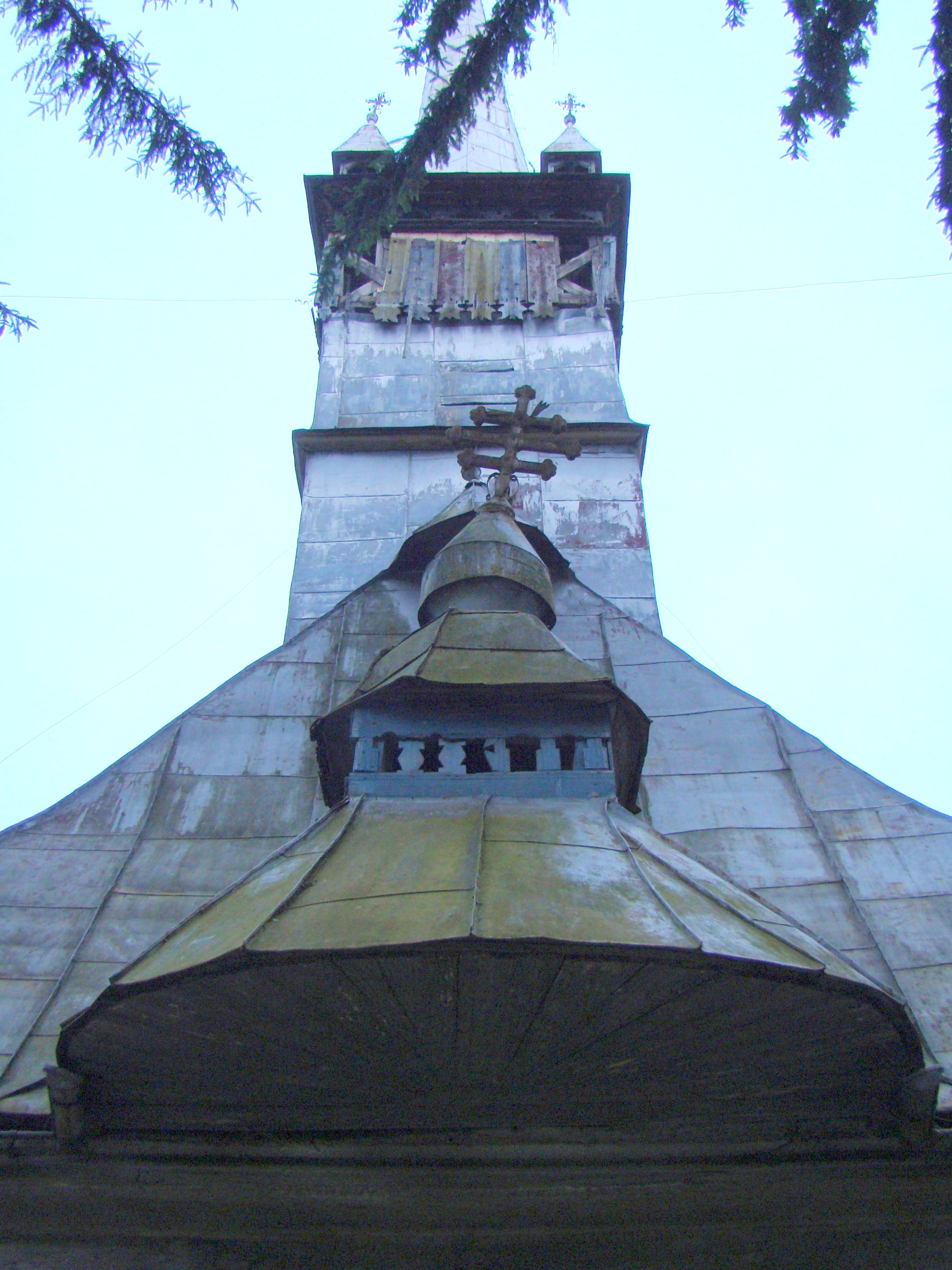
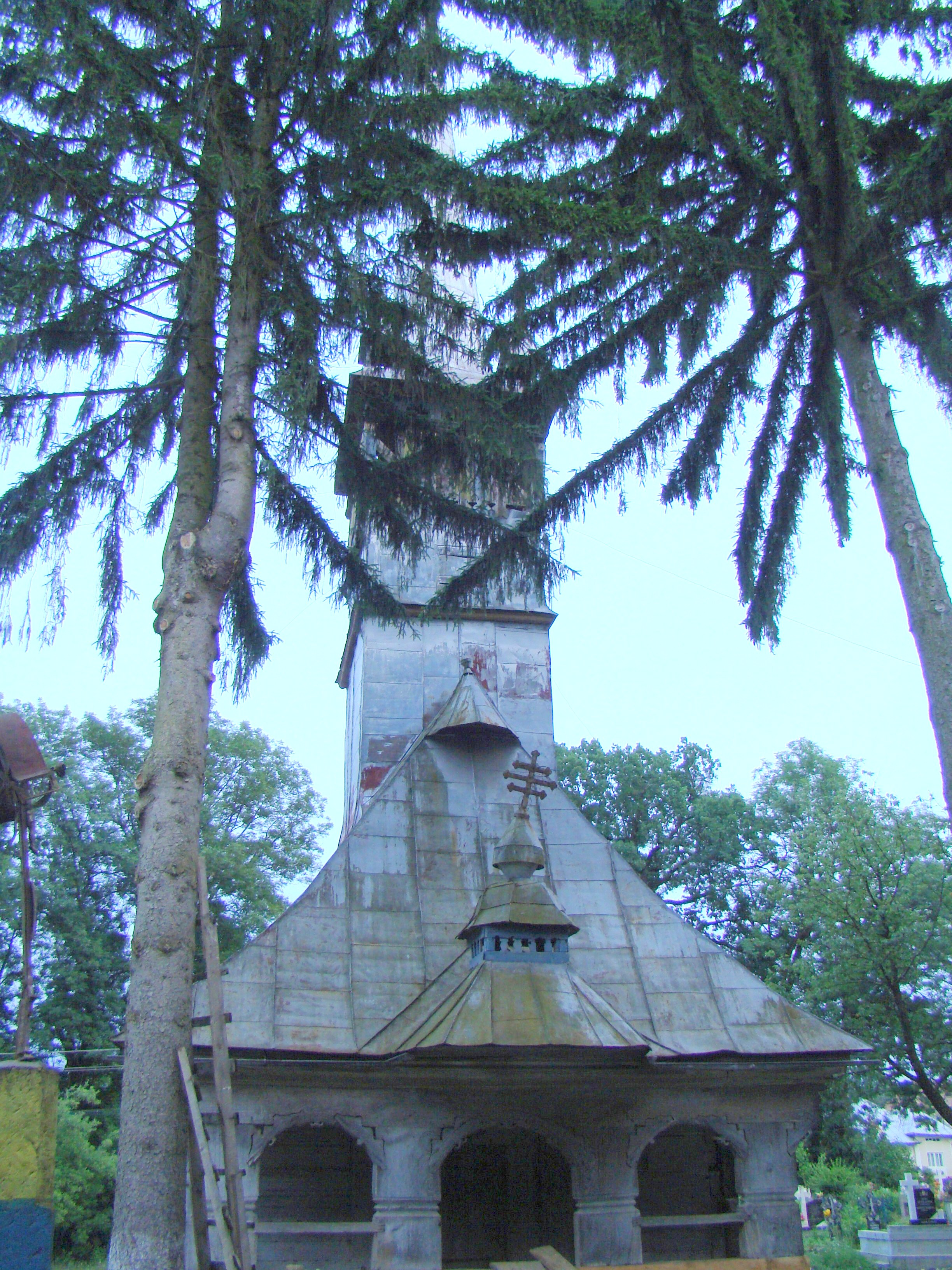
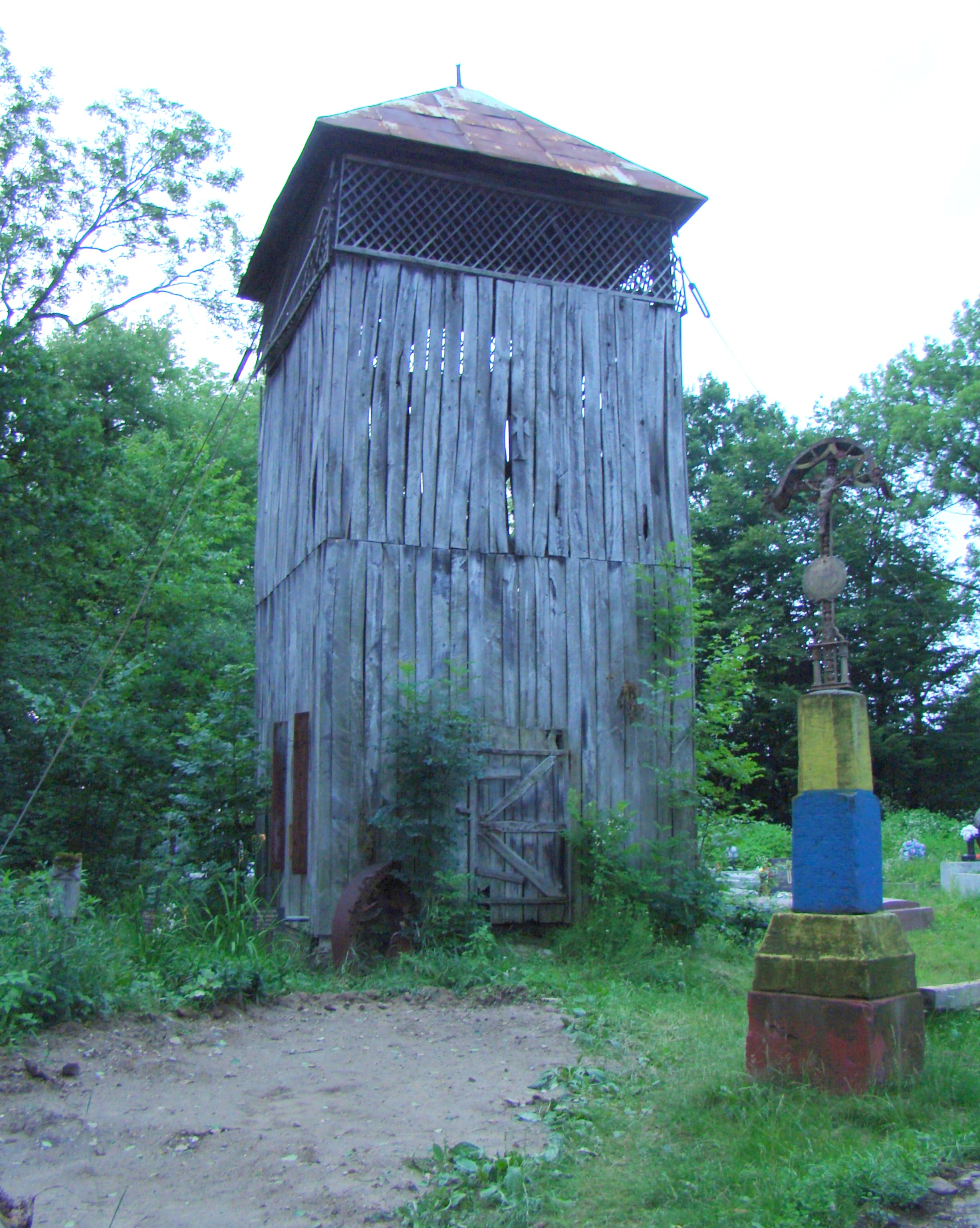
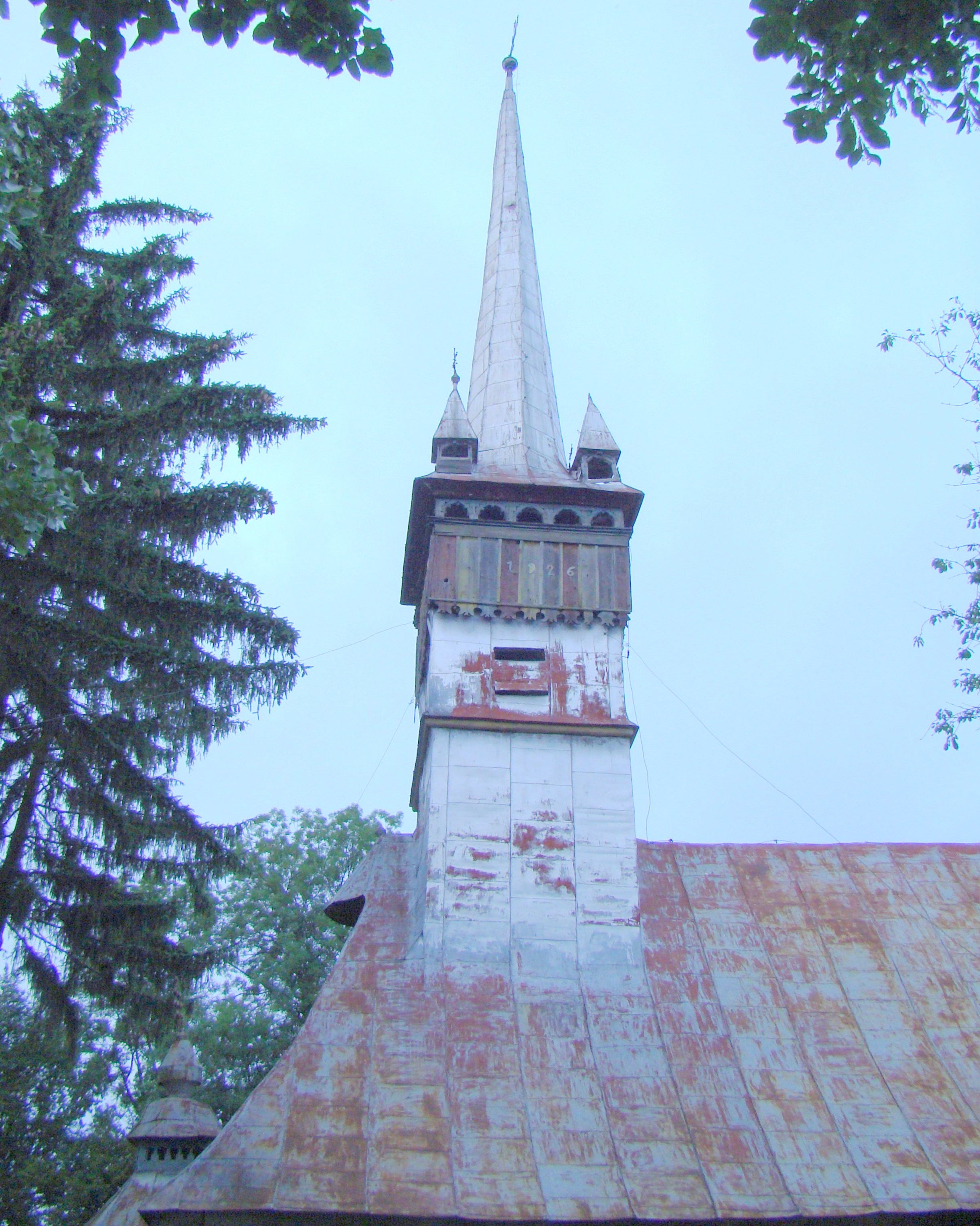
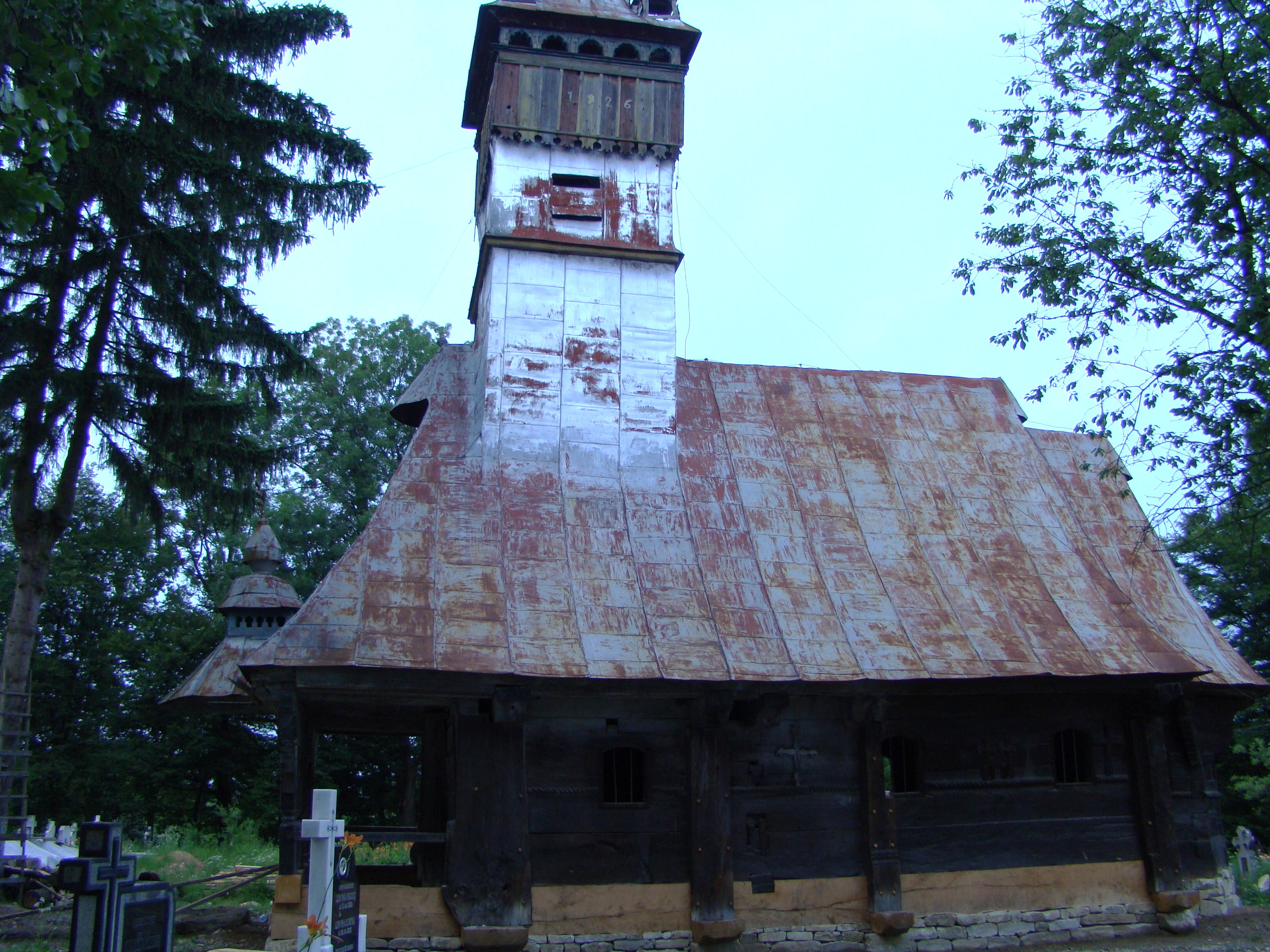